# Србија на Европском првенству у атлетици на отвореном 2014.
Србија је учествовала на 22. Европском првенству на отвореном 2014. одржаном у Цириху, Швајцарска, од 12. до 17. августа. Ово је било четврто Европско првенство на отвореном од 2006. године од када Србија учествује самостално под овим именом.
На првенству у Цириху Србију је представљало 11 спортиста (6 мушкараца и 5 жена) који су се такмичили у 8 дисциплина.
У укупном пласману Србија је са две сребрне медаље поделила 17. место са Естонијом Грчком и Словачком., што је најбољи пласман Србије на Европским првенствима на отвореном до данас. Поред овог успеха постављен је и један национални рекорд.
У табели успешности (према броју и пласману такмичара који су учествовали у финалним такмичењима (првих 8 такмичара)) Србија је са четири учесника у финалу заузела 19 место са 21 бодом, од 34 земље које су имале представнике у финалу. На првенству је учествовало 50 земаља чланица ЕАА.

## Освајачи медаља

### Сребро
- Ивана Шпановић — скок удаљ
- Татјана Јелача — бацање копља

## Учесници
| Бр. | Дисциплина    | Мушкарци        | Жене              | Укупно |
| --- | ------------- | --------------- | ----------------- | ------ |
| 1   | 400 м         | Милош Раовић    | Тамара Марковић   | 2      |
| 2   | 1.500 м       | Горан Нава      | Амела Терзић      | 2      |
| 3   | 110 м препоне | Милан Ристић    |                   | 1      |
| 4   | 400 м препоне | Емир Бекрић     |                   | 1      |
| 5   | Скок удаљ     |                 | Ивана Шпановић    | 1      |
| 6   | Бацање кугле  | Асмир Колашинац |                   | 1      |
| 7   | Бацање диска  |                 | Драгана Томашевић | 1      |
| 8   | Бацање копља  | Ведран Самац    | Татјана Јелача    | 2      |
|     | Укупно (8)    | 6               | 5                 | 11     |

## Службена лица
Вођа српске делегације
Вера Николић
Тренери
Мирјана Стојановић (АК Партизан)
Никола Томасовић (АК Партизан)
Горан Обрадовић-Челе (АК Војводина)
Ризат Зилкић (АК Нови Пазар)
Драгиша Ђорђић (АК Црвена звезда)
Данило Кртинић (АК Срмијум)
Медицински тим
др. Никола Чикириз
Добросав Мелајац (физиотерапеут)
Бранко Пенић (физиотерапеут)

## Резултати

### Мушкарци
| Атлетичар       | Дисциплина    | Лични рекорд | Квалификације                           | Квалификације                           | Полуфинале                              | Полуфинале                              | Финале                                  | Финале                                  | Детаљи |
| Атлетичар       | Дисциплина    | Лични рекорд | Резултат                                | Место                                   | Резултат                                | Место                                   | Резултат                                | Место                                   | Детаљи |
| --------------- | ------------- | ------------ | --------------------------------------- | --------------------------------------- | --------------------------------------- | --------------------------------------- | --------------------------------------- | --------------------------------------- | ------ |
| Милош Раовић    | 400 м         | 45,96        | 46,12 кв,                               | 5. у гр. 5                              | 46,09                                   | 7. у гр. 3                              | Није се квалификовао                    | 14 / 40                                 |        |
| Горан Нава      | 1.500 м       | 3:38,04      | 3:41,43                                 | 10 у гр. 1                              |                                         |                                         | Није се квалификовао                    | 18 / 31 (32)                            |        |
| Милан Ристић    | 110 м препоне | 13,63        | Није стартовао због повреде на тренингу | Није стартовао због повреде на тренингу | Није стартовао због повреде на тренингу | Није стартовао због повреде на тренингу | Није стартовао због повреде на тренингу | Није стартовао због повреде на тренингу |        |
| Емир Бекрић     | 400 м препоне | 48,05 НР     | 49,82 КВ                                | 2. у гр. 4                              | 49,21 КВ, ЛРС                           | 2. у гр. 2                              | 49,90                                   | 6 / 25 (36)                             |        |
| Асмир Колашинац | бацање кугле  | 20,85        | 20,15 КВ                                | 2. у гр. А                              |                                         |                                         | 20,55                                   | 5 / 23                                  |        |
| Ведран Самац    | бацање копља  | 79,22        | 69,39                                   | 15. у гр. А                             | Није се квалификовао                    | 29 / 30 (32)                            |                                         |                                         |        |

### Жене
| Атлетичарка       | Дисциплина   | Лични рекорд | Квалификације | Квалификације | Полуфинале            | Полуфинале            | Финале                | Финале  | Детаљи |
| Атлетичарка       | Дисциплина   | Лични рекорд | Резултат      | Место         | Резултат              | Место                 | Резултат              | Место   | Детаљи |
| ----------------- | ------------ | ------------ | ------------- | ------------- | --------------------- | --------------------- | --------------------- | ------- | ------ |
| Тамара Марковић   | 400 м        | 53,21        | 53,41         | 5. у гр.4     | Није се квалификовала | Није се квалификовала | Није се квалификовала | 22 / 29 |        |
| Амела Терзић      | 1.500 м      | 4:05,69 НР   | 4:11,75       | 2 у гр. 1 КВ  |                       |                       | 4:19,11               | 12 / 25 |        |
| Ивана Шпановић    | скок удаљ    | 6,88 НР      | 6,66          | 2. у гр. А    | 6,81                  |                       |                       |         |        |
| Драгана Томашевић | бацање диска | 63,63 НР     | 52,11         | 8. у гр. А.   | Није се квалификовала | 16 / 22               |                       |         |        |
| Татјана Јелача    | бацање копља | 62,68 НР     | 60,26 КВ      | 1. у гр. А    | 64,21 НР              |                       |                       |         |        |

 НР = Национални рекорд, ЛР = Лични рекорд, ЛРС =- најбољи лични резултат сезоне (лични рекорд сезоне), КВ = квалификован по пласману, кв = квалификован по резултату